# Genaro Prono
Genaro Prono (ur. 29 kwietnia 1989 w Asunción) – paragwajski pływak, uczestnik igrzysk olimpijskich.

## Życiorys

### Igrzyska Olimpijskie
Na igrzyskach olimpijskich dziewiętnastoletni Prono wystąpił tylko raz – podczas XXIX Letnich Igrzysk Olimpijskich w 2008 roku w Pekinie. Wziął udział w jednej konkurencji pływackiej. Na dystansie 100 metrów stylem klasycznym wystartował w trzecim wyścigu eliminacyjnym. Z czasem 1:02.32 zajął w nim trzecie miejsce, a ostatecznie, w rankingu ogólnym, uplasował się na czterdziestym pierwszym miejscu.